# Bamboo Harvester

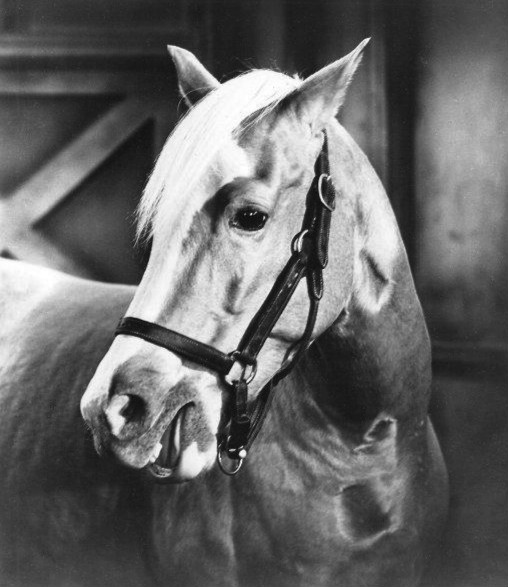
Bamboo Harvester als Mr. Ed

Bamboo Harvester (englisch für Bambus-Ernter; geboren 1949 in El Monte, Kalifornien; gestorben vermutlich 1968 auf der Snodgrass Farm, Tahlequah, Oklahoma) war ein US-amerikanisches Pferd, das als titelgebender Tierdarsteller in der Serie Mr. Ed bekannt wurde.

## Leben
Bamboo Harvester, eine Mischung aus einem American Saddlebred und einem Araber, war ein Gold Champagne und als Dressurpferd vorgesehen. Der Wallach trat auf verschiedenen Veranstaltungen auf. Mit neun Jahren wurde Bamboo Harvester von Lester Hilton, einem Schüler von Will Rogers, erworben und zum TV-Pferd ausgebildet. Mit 12 Jahren trat er das erste Mal als „Mr. Ed“ in der gleichnamigen Fernsehshow auf. Das Besondere waren die Mundbewegungen des Pferdes, die es erscheinen ließen, als könnte das Pferd sprechen. Wie Hilton diesen Trick vollzog, war viele Jahre nicht bekannt. Der Darsteller Alan Young verbreitete das Gerücht, man habe mit  Erdnussbutter gearbeitet. Lange nach dem Ende der Serie, in einem Interview von 2009, räumte er dann aber ein, sich dies nur ausgedacht zu haben. Tatsächlich wurden in den ersten Folgen die Lippen des Pferdes mit einem Nylonfaden bewegt. Später habe das Pferd dann aber gelernt, auf Berührung seines Hufes die Lippen selbst zu bewegen. Bamboo Harvester spielte „Mr. Ed“ von 1961 bis 1966. Seine Synchronstimme war Allan Lane, in der deutschen Fassung Helmut Krauss. Bamboo Harvester wurde zweimal (1962 und 1963) mit dem Patsy Award, einer Art Oscar für tierische Darsteller, ausgezeichnet. 1964 belegte er den zweiten und 1965 den dritten Platz.
Nach der Absetzung der Show wurde es ruhig um das Pferd. Weitere Rollen spielte es nicht. Vermutlich wurde er 1968 im Alter von 19 Jahren eingeschläfert, nachdem er begann, unter mehreren Krankheiten, unter anderem Arthritis und einer Nierenproblematik, zu leiden. Tatsächlich wurde 1978 ein Pferd als „Mr. Ed“ in Oklahoma beerdigt, das lediglich für Promophotos zur Verfügung gestanden hatte. Es existierte außerdem noch ein Stuntdouble namens Pumpkin, dessen Schicksal ungeklärt ist.
Am 26. August 1990 wurde zu Ehren von „Mr. Ed“ ein Denkmal in Form eines Grabsteines an seinem Sterbeort auf der Snodgrass Farm bei Tahlequah in Oklahoma aufgestellt. Die Finanzierung wurde über Spenden vorgenommen, zu denen die Radiostation Tulsa Radio Station 104.5 FM aufgerufen hatte. Dort ist mit dem 22. Februar 1979 das falsche Todesdatum angegeben.